# Ruinas del castillo Rauhenstein
Las ruinas del castillo Rauhenstein son las ruinas de un castillo en Baden bei Wien, Baja Austria, Austria. Al igual que las ruinas del castillo vecino de Rauheneck, probablemente fue construido en el siglo XII por la familia de caballeros Tursen. Fue habitada repetidamente por barones bandoleros y a menudo fue destruida y reconstruida.
Sin embargo, el culpable de su declive final es el impuesto sobre los tejados del siglo XVIII. En aquella época se planearon muchos castillos porque este tipo de impuesto de construcción se calculaba en función de la superficie del tejado de los edificios. En 1881 se llevaron a cabo trabajos de conservación de las ruinas, que tuvieron una acogida positiva en términos de explotación del balneario. 
La torre del homenaje es la parte más antigua del castillo y data del siglo XII. Los muros de la torre de 20 metros de altura tienen un espesor de tres metros en la base.
Se sabe que es el lugar donde Karl van Beethoven, sobrino de Ludwig van Beethoven, que intentó suicidarse en julio de 1826.